# Sakura (Saitama)
Sakura (桜区, Sakura-ku) és un dels deu districtes urbans de la ciutat de Saitama, capital de la prefectura homònima, a la regió de Kanto, Japó. El nom del districte vé del sakura o cirerer florit, arbre abundant als parcs i carrers del districte. Es tracta d'un districte principalment residencial.

## Geografia
El districte de Sakura es troba a l'extrem sud-occidental de la ciutat de Saitama, a la plana per on flueix els rius Ara i Kamo. Fins a l'any 2001, tot el territori del districte pertanyia a l'antiga ciutat d'Urawa. El districte de Sakura limita amb els districtes de Nishi i Ōmiya al nord, Chūō i Minami a l'est. Tambe limita a l'oest amb els municipis d'Asaka, Shiki i Fujimi.

## Història
El territori del districte de Sakura va ser part de l'antiga ciutat d'Urawa, capital de la prefectura de Saitama des de 1955 fins a l'1 de maig de 2001, quan Urawa es dissolgué per tal de fundar la nova ciutat de Saitama. L'1 d'abril de 2003, Saitama va esdevindre una ciutat designada pel govern del Japó, fundant-se automàticament el districte de Sakura. Els limits del districte de Sakura coincideixen pràcticament amb els de l'antic barri d'Urawa i municipi independent d'Okubo, dissolt el 1955.

## Transport

### Ferrocarril
- Companyia de Ferrocarrils del Japó Oriental (JR East)
  - Nishi-Urawa

L'estació de Naka-Urawa es troba als limits del districte, però administrativament pertany al districte de Minami.

### Carretera
- Autopista Metropolitana de Tòquio
- Nacional 17 - Nacional 463
- Diverses vies prefecturals